# Jean de Villiers (rugbista)
Jean de Villiers (Paarl, 24 febbraio 1981) è un ex rugbista a 15 sudafricano, tre quarti centro campione del mondo nel 2007 con gli Springbok.

## Biografia
Proveniente da Paarl, iniziò in Currie Cup con il Western Province nel 2002 e fu finalista con la sua Nazionale a sette al torneo rugbistico dei Giochi del Commonwealth di quell'anno.
A fine 2002 esordì negli Springbok contro la Francia, ma si infortunò quasi subito al ginocchio e perse quasi tutta la stagione successiva; tornato nel 2004 a giocare, divenne professionista nella franchise degli Stormers in Super Rugby.
Nel 2007 fu convocato per la Coppa del mondo in Francia, ma un nuovo infortunio, nella prima partita contro Samoa, costrinse de Villiers a saltare tutto il resto del torneo, che il Sudafrica vinse.
A luglio 2009 firmò un contratto di un anno, rinnovabile, con gli irlandesi del Munster, ma a febbraio 2010 il giocatore decise di non prolungare l'impegno e di tornare in Sudafrica al fine di essere idoneo per la Nazionale e non perdere la possibilità di giocare nella Coppa del Mondo di rugby 2011; a fine stagione de Villiers rientrò quindi agli Stormers, dei quali divenne successivamente capitano; fu successivamente convocato per la rassegna mondiale in Nuova Zelanda, in cui gli Springbok furono eliminati dall'Australia ai quarti di finale.
Inserito da capitano nella rosa che prese parte alla Coppa del Mondo di rugby 2015, analogamente a quanto accadde otto anni prima ebbe di nuovo contro Samoa un incidente che lo tenne fuori dal resto della competizione: in un contrasto di gioco, infatti, si ruppe la mascella e a seguito di tale infortunio decise l'abbandono dall'attività internazionale; la sua carriera negli Springbok si fermò quindi a 109 presenze con 27 mete.
Poco prima del termine della Coppa del Mondo, che il Sudafrica terminò al terzo posto, de Villiers firmò un contratto con gli inglesi del Leicester.
Vanta un invito nei Barbarians in occasione di un match contro un XV dell'Australia nel 2008.

## Palmarès
- Coppe del mondo: 1
Sudafrica: 2007